# Nagy Lajos Imre
Nagy Lajos Imre DLA (Gulács, 1949. október 10. – Nyíregyháza, 2024. október 6.) szobrász- és éremművész, intézetigazgató főiskolai tanár.

## Életpályája
1949-ben született a Szatmár-Bereg vármegyei Gulács községben. Általános iskolai tanulmányait is itt kezdte, majd Nyíregyházán folytatta. A nyíregyházi Zrínyi Ilona Gimnáziumban érettségizett 1968-ban. Földrajz-rajz, majd pedagógia szakos tanári diplomát szerzett a Bessenyei György Tanárképző Főiskolán. Művészeti rajz, szerkesztő és ábrázoló geometria, valamint művészettörténetből kitüntetéses egyetemi diplomát szerzett a Magyar Képzőművészeti Főiskolán. Doktori (DLA) fokozatát a Magyar Iparművészeti Egyetemen szerezte.
1982 óta tanít a Bessenyei György Tanárképző Főiskolán (jelenleg: Nyíregyházi Főiskola), 1992 óta tanszékvezető. Jelenleg a Vizuális Kommunikáció Intézet igazgatója. A vizuális kommunikáció tanár szak tantervi koncepciójának egyik kidolgozója, a nyíregyházi alkalmazott grafikai specializáció tantárgyi rendszerének, oktatási struktúrájának létrehozója.
Képzőművészeti tevékenységet több mint harminc éve folytat, 1974-től állít ki elsősorban szobrokat és érmeket, ritkábban grafikákat is. Számos önálló bemutatkozás mellett országos tárlatokon rendszeresen szerepelnek munkái, több nemzetközi kiállításon vett részt itthon és külföldön.
Köztereinken és középületeinkben számos plasztikáját helyezték el. Országos szoborpályázatokra rendszeresen kap meghívást. Több száz emlékérmet készített főleg bronzból, de számos ezüst- és aranyérmet is tervezett.

## Kiállításai (válogatás)

### Csoportos kiállítások
- 1984 Országos Képzőművészeti kiállítás '84, Műcsarnok, Budapest
- 1985 Magyar Nemzeti Galéria, Budapest
- 1985 40 alkotó év, Műcsarnok, Budapest, Manyézs, Moszkva
- 1985-2009 Országos Érembiennále, Lábasház, Sopron
- 1985, 1988, 1990, 1992 • Dante Biennálé, Ravenna
- 1990, 1992 I. és II. Országos Szobrászrajz Biennálé, Budatétényi Galéria, Budapest
- 1991 Kelet-európai művészeti szalon, G. of Oudenbosch (NL)
- 1992 Nemzetközi Papírművészeti kiállítás, Barcsay Terem, Budapest
- 1985-től Nyíregyháza-Sóstói telep zárókiállításai
- 1994 Tavaszi tárlat, Petőfi Csarnok
- 1995 Helyzetkép/Magyar szobrászat, Műcsarnok, Budapest
- 1997 Határesetek, Budapest • Idolok és bálványok, Jazz Galéria, Budapest
- 2001 Dante in Ungheria, Ravenna (I)
- 2001 Szobrászaton innen és túl, Műcsarnok, Budapest
- 2002 25 éves a Nyíregyháza-Sóstó Nemzetközi Éremművészeti és Kisplasztikai Alkotótelep, Árkád Galéria, Budapest
- 2002 Mesterveretek Szabó Géza ötvösmester műhelyéből, Szegedi vár, Szeged
- 2003 Jelentés. A Magyar Szobrász Társaság kiállítása, Vigadó Galéria, Budapest
- 2003 Érem és irodalom, Petőfi Irodalmi Múzeum, Budapest
- 2004 A tizedik. A Magyar Szobrász Társaság jubileumi kiállítása, Szombathelyi Képtár, Szombathely
- 2004, 2007 FIDEM Nemzetközi Éremművészeti Kiállítás
- 2005 Hans Christian Andersen 200. III. Nemzetközi Érempályázat és kiállítás, Eretz Israel Museum, Tel Aviv (IL)
- 2006 1956 Budapest, Magyar Képzőművészek és Iparművészek Szövetsége (MKISZ) Székháza, Budapest; Éremművészeti Múzeum, Wrocław (PL)
- 2008 Érem 2008. Az MKISZ Érem Szakosztály kiállítása, MKISZ Székháza, Budapest

### Egyéni kiállításai
- 1982 Művelődési Központ, Makó
- 1984 Művelődési Központ, Nyíregyháza
- 1987 Ifjúsági Ház, Eger
- 1990 Megyei Művelődési és Ifjúsági Központ Galéria, Szombathely
- 1991 Minigaléria, Miskolc
- 1994 Művelődési Központ, Nagykálló
- 1995 Művelődési Központ, Hajdúböszörmény
- 1999 Városi Galéria, Nyíregyháza.
- 1999 Vasutas Művelődési Ház, Nyíregyháza
- 1999 Lurdy Galéria, Budapest
- 2000 Városi Múzeum, Tasnád (RO)
- 2002 Pál Gyula Terem, Nyíregyháza
- 2003 Derkovits Gyula Művelődési Központ Városi Kiállítóterme, Tiszaújváros
- 2005 Ponton Galéria, Budapest
- 2005 Barendorfi Galéria, Iserlohn (D)

## Díjak
- 1985 Nemzetközi Éremművészeti és Kisplasztikai Alkotótelep, Nyíregyháza-Sóstó, Nyíregyháza Városi Tanács díja
- 1993 Zempléni Nyári Tárlat, Hajdúsági Nemzetközi Művésztelep Káplár-díja.
- 1999 Őszi Tárlat díja, Nyíregyháza
- 1999 I. Országos Papírművészeti kiállítás MSZT díja
- 2005 Hans Christian Andersen 200. III. Nemzetközi Érempályázat és kiállítás, Eretz Israel Museum, Tel Aviv (IL), Special Mention
- 2007 Gulács Község Díszpolgára
- 2010 Apáczai Csere János-díj

## Alkotásai

### Köztéren
- Dózsa György (bronz utcatábla, 1986, Nyíregyháza)
- Sipkay Barna (bronz büszt, 1986, Nyíregyháza, Sipkay Barna Kereskedelmi Szakközépiskola)
- Huszár emlékkő (bronz dombormű, Nyíregyháza)
- három dombormű (bronz, 1989, Mátészalkai Színház előcsarnoka)
- Gróf Széchenyi István (bronz portrédombormű, 1989, Debrecen, Széchenyi u.)
- Bessenyei György (bronz portrédombormű, 1990, Nyíregyháza)
- Mátyás király-dombormű (bronz, Tiszaújváros)
- A II. világháború áldozatainak emlékműve (bronz, mészkő, 1993, Gulács)
- Zrínyi Ilona (bronz portrédombormű, 1993, Munkács, vár)
- II. Rákóczi és Mikes Kelemen kettős portré (bronz, Salánk)
- Móra Ferenc (bronz portrédombormű, Nyírtura)
- Szt. István (bronz dombormű, Nyírbátor, 2000)
- Az Államalapító (bronz-gránit szobor, Nyíregyháza, 2001)

### Közgyűjteményben
- Déri Múzeum, Debrecen
- G. of Oudenbosch (NL)
- Hajdúböszörményi Nemzetközi Művésztelep Alapítványa, Hajdúböszörmény
- Jósa András Múzeum, Nyíregyháza,
- Városi Galéria, Nyíregyháza.